# كيت وورن

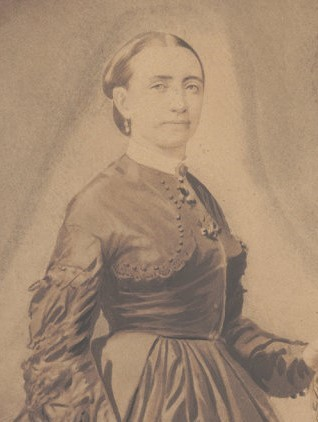
صورة مرسومة بألوان المياه لكيت وورن

كيت وورن (1833- 28 يناير، 1868) ضابطة تنفيذ قانون أمريكية تُعرف بأنها أول محققة أنثى في عام 1856، في وكالة بينكرتون للمباحث وفي الولايات المتحدة.

## قبل الحرب الأهلية

### عملها الأول في التحقيقات: 1856-1861
لا يعرف عن كيت وورن الكثير قبل عملها لصالح آلان بينكرتون، ما عدا أنها ولدت في إيرين، مقاطعة شيمونغ، نيويورك، وأصبحت أرملة في سن الثالثة والعشرين. وصفها بينكرتون في كتابه جاسوس الثورة (1883) بأنها:
شخصية قيادية، بملامح تعبيرية واضحة المعالم... وامرأة نحيلة ذات شعر بني، رشيقة ورزينة في حركاتها. وكانت ملامحها، على الرغم من أنه لا يمكن تسميتها بجميلة (وسيمة) فإنها كانت بلا شك ملامح وجه لشخص مثقف... كان وجهها بريئًا، الأمر الذي من شأنه أن يجعل الشخص الذي يعاني من الضيق أن يختارها غريزيًا كصديق مقرب.
دخلت وورن إلى وكالة بينكرتون للمباحث استجابة لإعلان في صحيفة محلية. عندما دخلت إلى مكتب بينكرتون في شيكاغو، تحدث عنها قائلًا إنه:
تفاجأ عندما علم أن كيت لم تكن تبحث عن عمل مكتبي، بل إنها قدمت بناء على إعلان يطلب محققين كان قد وضعه في أحد صحف شيكاغو. في ذلك الوقت، لم تكن تلك الفكرة شائعة. قال بينكرتون: «ليس من المعتاد توظيف محققات نساء!» تحدثت كيت عن وجهة نظرها ببلاغة – مشيرةً إلى أن النساء يمكن أن «يكن أكثر فائدةً في التحايل للحصول على الأسرار في العديد من المواقف، ما قد يكون مستحيلًا على المحققين الذكور». يمكن أن تكون المرأة قادرة على مصادقة زوجات وصديقات المجرمين المشتبه بهم والحصول على مزيد من الثقة. يصبح الرجال ثرثارين عندما يتعاملون مع النساء اللواتي يشجعونهم على المفاخرة. أشارت كيت أيضًا إلى أن النساء يهتممن بالتفاصيل ودقيقات الملاحظة جدًا.
أثرت حجج وورن على بينكرتون، الذي وظفها كأول محققة أنثى. سرعان ما أتيحت الفرصة لبينكرتون لاختبار وورن. في عام 1858، شاركت وورن في قضية اختلاسات شركة آدامز إكسبرس، حيث نجحت في الحصول على ثقة زوجة المشتبه به الأول، السيد ماروني. حصلت بذلك على أدلة قيمة أدت إلى إدانة الزوج. كان السيد ماروني يعمل عامل توصيل سريع ويعيش في مونتغومري، ألاباما. سرقت عائلة ماروني 50 ألف دولار أمريكي من شركة آدامز إكسبريس. بمساعدة وورن، تم استعادة 39,515 ألف دولار. تمت إدانة السيد ماروني وحكم عليه بالسجن لعشر سنوات في مونتغومري، ألاباما. في عام 1860، عين آلان بينكرتون وورن مسؤولةً عن مكتب التحقيقات النسائي الجديد.